# Сервисный агент (ипотека)
Сервисный агент (здесь и далее термины используются применительно к ипотечному жилищному кредитованию) — организация, которая формирует пулы ипотечных кредитов для последующей передачи к организации, осуществляющей секьюритизацию, обеспеченную ипотечными ценными бумагами.
Сервисный агент может быть кредитной организацией, осуществляющей выдачу ипотечных кредитов или некредитной организацией, выкупающей закладные у банков первичных кредиторов.

## Функции
В процессе ипотечного жилищного кредитования функции по обслуживанию кредитов могут быть распределены между Первичным сервисером и Основным сервисером.
Первичный сервисер (англ. Primary Servicer) — организация, осуществляющая обслуживание ипотечных кредитов.
К функциям первичного сервисера, как правило, относят:
- сбор ежемесячных платежей от заемщиков,
- передачу собранных средств лицу, владеющему правами требований по кредитам или его представителю,
- поддержание обеспечительных (escrow) счетов для налоговых и страховых выплат,
- сбор просроченных платежей,
- принятие мер, направленных на ограничение потерь, при необходимости — возбуждение и проведение процедуры обращения взыскания на заложенное имущество,
- регулярное предоставление отчетов о своей деятельности и состоянии кредита владельцу прав по кредиту или его представителю.

Основной сервисер (англ. Master Servicer) — сервисер — организация, занимающаяся надзором за обслуживающими первичными сервисерами. К функциям основного сервисера, как правило, относят:
- отслеживание денежных переводов между счетами основного и первичных сервисеров;
- наблюдение за подготовкой и предоставлением первичными сервисерами ежемесячных отчетов о сборах и обслуживании;
- наблюдение за сбором средств, действиями, направленными на обращение взыскания на заложенное имущество, и другими действиями первичных сервисеров с недвижимым имуществом;
- подготовка сводных отчетов по обслуживанию;
- распределение средств между доверительными собственниками (трасти) или непосредственно инвесторами и при необходимости использование права заменить первичного сервисера.